# Central nuclear de Civaux

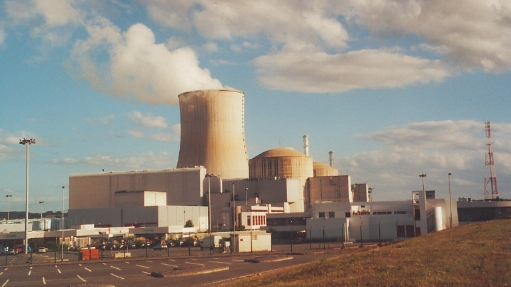
Central nuclear de Civaux

La central nuclear de Civaux se sitúa en el municipio de Civaux (departamento de Vienne, Francia) a orillas del río Vienne entre Confolens (55 km río arriba) y Chauvigny (16 km río abajo), a 34 km al sureste de Poitiers. Consta de dos reactores nucleares de tipo PWR (de agua a presión) y precursores del proyecto EPR (European Pressurised Water Reactor), designados como "palier N4", de 1.495 MW cada uno. La central de Civaux utiliza el agua del Vienne para su circuito de refrigeración.
A finales de 2004, trabajaban para Civaux 692 personas, de las cuales el 12,9% eran mujeres.

## Incidente nuclear
El 12 de mayo de 1998, se produce una importante fuga de agua en el circuito de refrigeración del reactor a la parada (circuito RRA) del reactor n.º 1. Apareció una fisura de 18 cm de longitud y 2,5 cm de ancho en un codo de la cañería de una de las 2 vías del circuito RRA, que ocasionó una fuga estimada de 30 m³ de agua por hora según las autoridades. Después de aislar la vía afectada, se aseguró el enfriamiento del reactor mediante la segunda vía. El 28 de mayo, la ASN (Autorité de sûreté nucléaire) anuncia la descarga de los reactores de la central nuclear de Chooz, idénticos a los de Civaux. Según la asociación Stop-Civaux, se produjeron emisiones radiactivas de poco volumen al Vienne, sin que la Comisión Local de Información haya informado sobre ello. Este incidente se clasificó con un nivel de 2 en la Escala Internacional de Accidentes Nucleares.